# Championnat des îles Féroé de football 1971
Navigation
Meistaradeildin 1970 Meistaradeildin 1972
La saison 1971 du Championnat des îles Féroé de football était la 29e édition de la première division féroïenne à poule unique, la Meistaradeildin. Les six meilleurs clubs du pays jouent les uns contre les autres à deux reprises durant la saison, à domicile et à l'extérieur.
Cette année le ÍF Fuglafjørður rejoint l'élite. 
C'est le HB Tórshavn qui remporte le titre cette année après avoir terminé en tête du classement, avec deux points d'avance sur le KÍ Klaksvík. C'est le 6e titre de champion de l'histoire du club, qui réalise le doublé en remportant la Coupe des Îles Féroé.

## Les clubs participants
| \| B36 HB ÍF KÍ TB VBV \| Localisation des clubs engagés dans le championnat 1971. |
| B36 HB ÍF KÍ TB VBV                                                                |

- B36 Tórshavn

- HB Tórshavn

- ÍF Fuglafjørður - Promu, passage de cinq à six clubs.

- KÍ Klaksvík - Tenant du Titre

- TB Tvøroyri

- VB Vágur

## Compétition

### Classement[n 1]
| Rang | Équipe              | Pts | J  | G | N | P | Bp | Bc | Diff |
| ---- | ------------------- | --- | -- | - | - | - | -- | -- | ---- |
| 1    | HB Tórshavn (C) (T) | 18  | 10 | 9 | 0 | 1 | 60 | 10 | +50  |
| 2    | KÍ Klaksvík         | 16  | 10 | 8 | 0 | 2 | 47 | 10 | +37  |
| 3    | VB Vágur            | 11  | 10 | 5 | 1 | 4 | 32 | 34 | -2   |
| 4    | TB Tvøroyri         | 6   | 10 | 3 | 0 | 7 | 17 | 39 | -22  |
| 5    | B36 Tórshavn        | 5   | 10 | 2 | 1 | 7 | 12 | 32 | -20  |
| 6    | ÍF Fuglafjørður     | 4   | 10 | 2 | 0 | 8 | 15 | 58 | -43  |

|  | Vainqueur du championnat 1971                                |
|  | (T) Tenant du titre (C) Vainqueur de la Coupe des îles Féroé |

### Résultats[n 1]
| Résultats (▼dom., ►ext.) | B36 | HB  | ÍF   | KÍ  | TBT | VBV |
| B36 Tórshavn             |     | 1-7 | 3-1  | 0-3 | 3-0 | 2-2 |
| HB Tórshavn              | 5-0 |     | 14-1 | 1-2 | 6-1 | 9-0 |
| ÍF Fuglafjørður          | 2-1 | 2-7 |      | 0-9 | 2-1 | 3-5 |
| KÍ Klaksvík              | 7-0 | 1-2 | 6-0  |     | 9-0 | 5-1 |
| TB Tvøroyri              | 3-1 | 0-6 | 5-1  | 3-1 |     | 1-3 |
| VB Vágur                 | 2-1 | 2-3 | 7-3  | 3-4 | 7-3 |     |

## Bilan de la saison
| Championnat des îles Féroé de football 1971 |                        |
| Champion                                    | HB Tórshavn (6e titre) |
| Coupes et trophées                          |                        |
| Vainqueur de la Coupe des îles Féroé 1971   | HB Tórshavn            |
| Promotions et relégations                   |                        |
| Promus en Meistaradeildin                   | non                    |
| Relégués en Meðaldeildin                    | non                    |